# Kantsten

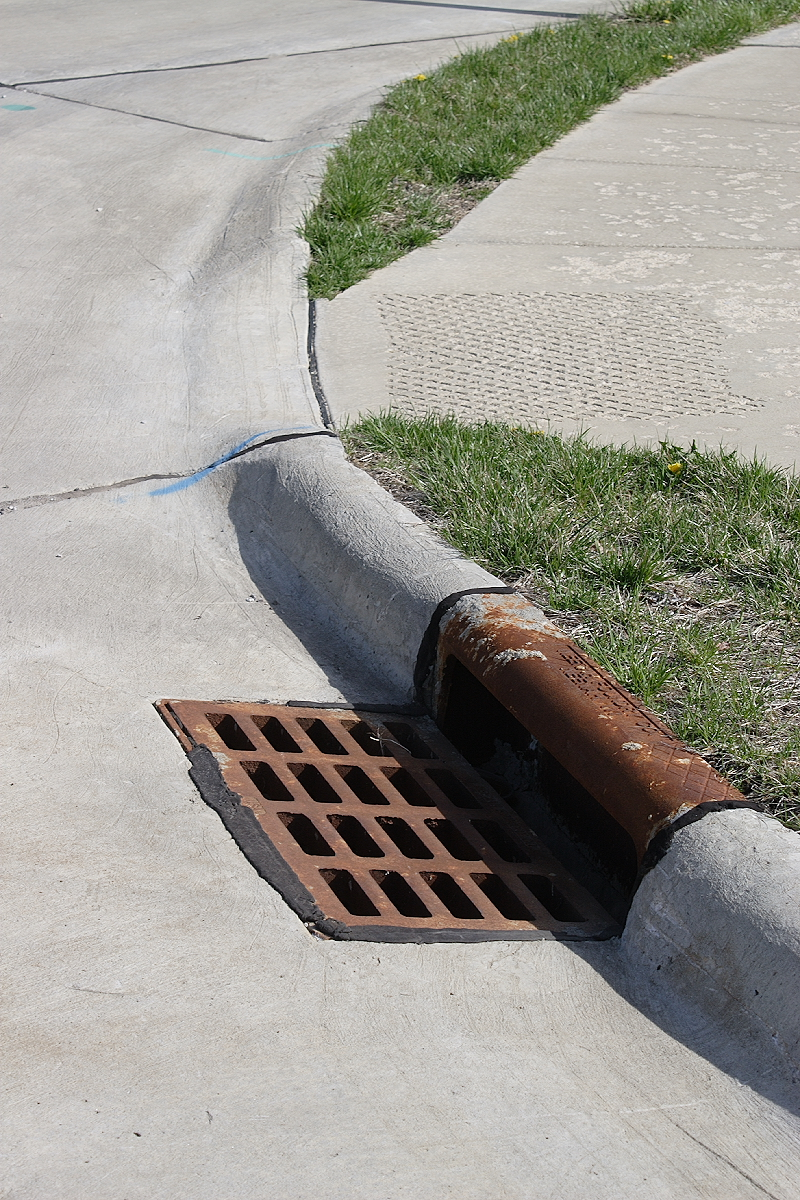
Kantsten i betong

Kantsten är en huggen sten av granit eller annan bergart som används för att avgränsa olika ytor. Kantstenen kan till exempel avgränsa en gata eller vägbana från trottoarer och refuger, eller gräsmattan från en väg. Svensk stenindustri har varit världsledande i framställning av kantsten och gatsten.
Praktisk användning av dessa stenar är ofta i farthindrande konstruktioner så som refuger. Numera tillverkas kantsten även av betong.